# Srđan Čebinac
Srđan Čebinac (ur. 8 grudnia 1939 w Belgradzie) – serbski piłkarz występujący na pozycji pomocnika oraz trener. Brat bliźniak innego piłkarza, Zvezdana Čebinaca.

## Kariera klubowa
Čebinac rozpoczął karierę w Partizanie, z którym wywalczył Puchar Jugosławii (1957) oraz wicemistrzostwo Jugosławii (1961). Następnie odszedł do klubu OFK Beograd, z którym również wygrał rozgrywki Pucharu Jugosławii (1962), a także wywalczył wicemistrzostwo tego kraju (1964).
W 1965 przeszedł do niemieckiego 1. FC Köln. W Bundeslidze zadebiutował 5 marca 1966 w wygranym 3:1 meczu z TSV 1860 Monachium, a 26 marca 1966 w wygranym 2:1 pojedynku z Borussią Neunkirchen strzelił swojego jedynego gola w tych rozgrywkach. W 1. FC Köln spędził sezon 1965/1966, po czym odszedł do holenderskiego zespołu RKSV Sittardia, w którego barwach występował przez dwa sezony w Eredivisie.
W 1968 przeszedł do Austrii Wiedeń, a w sezonie 1968/1969 zdobył z nią mistrzostwo kraju. W 1970 wrócił do Jugosławii, gdzie w sezonie 1970/1971 reprezentował barwy drugoligowego klubu HNK Rijeka. Następnie grał w Fortunie Sittard (Eerste divisie), w której występował już gdy nosiła nazwę RKSV Sittardia. W 1972 zakończył tam karierę.

## Statystyki ligowe
| Rozgrywki             | Poziom | Kraj       | Mecze | Gole |
| --------------------- | ------ | ---------- | ----- | ---- |
| Prva liga Jugoslavije | I      | Jugosławia | 65    | 30   |
| Eredivisie            | I      | Holandia   | 58    | 13   |
| Nationalliga          | I      | Austria    | 9     | 1    |
| Bundesliga            | I      | Niemcy     | 3     | 1    |

## Kariera reprezentacyjna
W reprezentacji Jugosławii wystąpił jeden raz, 18 marca 1964 w wygranym 1:0 towarzyskim meczu z Bułgarią.